# 球状上顎嚢胞
球状上顎嚢胞（きゅうじょうじょうがくのほう）は上顎側切歯とその隣接歯である上顎犬歯の間にできる極めて稀な嚢胞。1971年のWHO分類においては、非歯原性の発育嚢胞に分類されていたが、この嚢胞の独立性を示す報告も少なく、1992年のWHO分類においては独立した名称として採用されず、「いわゆる球状上顎嚢胞」として報告されることも多い。

## 鑑別・診断
X線上では、上顎側切歯、上顎犬歯の歯根の間に西洋梨状の透過像を認める。病理組織では嚢胞壁が認められる。
鼻口蓋嚢胞と歯が既に失われ、巨大な残留嚢胞となった場合など、鼻口蓋嚢胞との鑑別が困難な場合も存在する。

## 起源
この発生学的起源は議論がなされている。
大部分は歯原性で、歯根嚢胞、歯原性角化嚢胞、側方性歯周嚢胞と同種のものと示されているとの説がある。
球状上顎嚢胞との名前の名前の基となった球状突起と上顎突起の接合部に残存した上皮由来という説は、発生学的には証明されておらず、むしろ考えにくいとされる。

## 疫学
1921年にKlestadtによって最初に報告されたのが最初である。
日本では1939年に高木圭二郎により最初に報告されたのが最初であるが、その後の報告例は少ない。

## 治療法
摘出術が用いられる。